# 黄保仪
黄保仪（?—?），中國五代十国之南唐后主李煜的后宫，江夏人。
父亲是黄守忠，遇乱流落湖南，在马楚为偏裨。马楚之乱，黄守忠阵亡。边镐入长沙，得到了黄氏，几年后，因为容貌美丽，入太子后宫。李煜即位为后主，冊封为保仪（南唐归顺后周和北宋後，后宫的位号）。容态冠绝一时，工书札，她专掌宫中书籍。大周后、小周后相继得李煜专宠，黄氏虽然受赏识，终不得几次幸御。但她卻也是李煜後宮唯一有正式位號的，李煜学柳公权的书法，將钟繇、王羲之的墨帖交给黄保仪收藏。北宋灭南唐，李煜令黄保仪將墨宝全部烧毁。黄保仪随从北迁，卒于开封府。